# Diane Karusisi
Diane Karusisi là một nhà thống kê, nhà kinh tế, điều hành ngân hàng và học thuật của Rwanda. Bà là Giám đốc điều hành của Ngân hàng Kigali, ngân hàng thương mại lớn nhất ở Rwanda bằng tài sản. Ngay trước khi đảm nhiệm vị trí hiện tại, bà là nhà kinh tế trưởng và là người đứng đầu chiến lược và chính sách tại Văn phòng của Tổng thống Rwanda.

## Hoàn cảnh và giáo dục
Bà học tại Đại học Fribourg ở Thụy Sĩ, tốt nghiệp Thạc sĩ Kinh tế lượng và Tiến sĩ Kinh tế Định lượng. Luận án tiến sĩ của bà, được xuất bản năm 2009, có tựa đề "Sự phụ thuộc vào danh mục tín dụng: Mô hình hóa với các chức năng của Copula".

## Sự nghiệp
Diane Karusisi có "nhiều kinh nghiệm trong việc quản lý các tổ chức khu vực tư nhân và công cộng". Từ năm 2000 đến năm 2006, bà là trợ lý giáo sư thống kê kinh tế tại Đại học Fribourg, Thụy Sĩ. Từ năm 2007 đến năm 2009, bà làm việc tại Credit Suisse Asset Management tại Zurich, với tư cách là kỹ sư danh mục đầu tư thu nhập cố định. Vào tháng 8 năm 2009, bà trở lại Rwanda và được bổ nhiệm làm cố vấn cao cấp cho tổng giám đốc của Viện thống kê quốc gia Rwanda (NISR), tại Kigali. Vào tháng 9 năm 2010, bà trở thành tổng giám đốc của NISR. Trong khả năng đó, bà giám sát việc thiết kế và thực hiện các cuộc khảo sát lớn. Vào tháng 2 năm 2016, Karusisi được bổ nhiệm làm giám đốc điều hành và CEO của Bank of Kigali. bà thay thế James Gatera, người đã từ chức sau gần chín năm tại vị trí lãnh đạo của ngân hàng thương mại lớn nhất Rwanda bằng tài sản.

## Các trách nhiệm khác
Karusisi cũng là phó chủ tịch của hội đồng thống đốc của Đại học Rwanda. bà cũng ngồi trong hội đồng quản trị của Ban phát triển Rwanda.